# Fruitful days
『fruitful days』（フルートフル・デイズ）は、原田知世の21作目のスタジオ・アルバム。2022年3月23日に発売された。発売元はUNIVERSAL MUSIC。

## 概要
デビュー40周年記念アルバムであり、オリジナル・アルバムとしては前作『L'Heure Bleue』より約3年半ぶりのリリースとなる。プロデュースは15年に亘り原田の音楽活動のパートナーを務めてきた伊藤ゴローが担当。川谷絵音のサウンド・プロデュースによる先行シングル「ヴァイオレット」に加え、THE BEATNIKS(高橋幸宏＆鈴木慶一)、高野寛、キセルの辻村豪文、高橋久美子、網守将平などの作家陣が楽曲を提供しており、「守ってあげたい」と「シンシア」のセルフカバーも収録されている。
帯コピーには以下の内容が記されている。
実りある日々。これまでも、これからも。
デビュー40周年記念オリジナル・アルバム。
通常盤とDVD付限定盤の2種の形態でリリースされ、限定盤には、東池袋のカフェ ″KAKULULU″ にて撮影されたパフォーマンス・ライヴ映像「fruitful days - tiny performance」から3曲を収録したDVDが付属されている。また、CD(限定盤・通常盤共通)には期間限定特典として、アルバム発売記念オンライン・イベントの視聴用シリアルナンバーが封入された。
本作について原田は、「大好きなアーティストの方々に素敵な楽曲を提供していただきました。40周年記念アルバムと銘打っていますが、気負わず、現在の等身大の私を感じていただける作品になったと思います。」とコメントしている。

## 収録曲
| 全編曲: 伊藤ゴロー。 |                              |            |                             |       |
| #                    | タイトル                     | 作詞       | 作曲                        | 時間  |
| 1.                   | 「一番に教えたい」           | 高橋久美子 | 伊藤ゴロー                  | 6:11  |
| 2.                   | 「ヴァイオレット」           | 川谷絵音   | 川谷絵音                    | 4:15  |
| 3.                   | 「邂逅の迷路で」             | 高野寛     | 網守将平                    | 6:17  |
| 4.                   | 「真昼のたそがれ」           | 辻村豪文   | 辻村豪文                    | 4:55  |
| 5.                   | 「守ってあげたい」           | 松任谷由実 | 松任谷由実                  | 4:51  |
| 6.                   | 「鈴懸の種」                 | 高橋久美子 | 伊藤ゴロー                  | 5:06  |
| 7.                   | 「Like This」                | 伊藤ゴロー | 伊藤ゴロー                  | 3:14  |
| 8.                   | 「アップデートされた走馬灯」 | 鈴木慶一   | THE BEATNIKS                | 4:43  |
| 9.                   | 「シンシア」                 | 原田知世   | Ulf Turesson, Johnny Dennis | 5:24  |
| 合計時間:            | 合計時間:                    | 合計時間:  | 合計時間:                   | 44:59 |

| #  | タイトル           | 作詞 | 作曲・編曲 |
| -- | ------------------ | ---- | ---------- |
| 1. | 「くちなしの丘」   |      |            |
| 2. | 「一番に教えたい」 |      |            |
| 3. | 「Like This」      |      |            |